# RAB11FIP2
RAB11FIP2‏ (RAB11 family interacting protein 2) هوَ بروتين يُشَفر بواسطة جين RAB11FIP2 في الإنسان.

## التفاعل
لقد ثبت أن RAB11FIP2 يتفاعل مع MYO5B وRAB11A وRAB25.